# Myspace
A Myspace közösségi hálózatot építő interaktív honlap, személyes profil, blog, csoport, fotó, zene és videó. A szerkesztősége az Amerikai Egyesült Államokban, Kalifornia államban található.
Az oldalra zenészek is készíthetnek profilokat, így a Myspace rendszer ingyenes használatával mentesülhetnek a blogkészítéstől, galéria rendszerek kialakításától. Zenei hanganyagok feltöltése MP3 formátumban a MySpaceMusic felhasználóinak is elérhető.
A Myspace szolgáltatást 2003. augusztusban alapították.

## További hivatkozások
- Hivatalos weboldal
- Myspace linkgyűjtemény
- 5 tech cég, amelyekről nem gondoltuk, hogy még létezik (magyarul)